# Nova Kasaba
Nova Kasaba är en ort i Bosnien och Hercegovina.   Den ligger i entiteten Republika Srpska, i den östra delen av landet, 70 km nordost om huvudstaden Sarajevo. Nova Kasaba ligger 208 meter över havet och antalet invånare är 1 042.
Terrängen runt Nova Kasaba är huvudsakligen lite kuperad. Nova Kasaba ligger nere i en dal. Närmaste större samhälle är Milići, 5,1 km söder om Nova Kasaba.
Omgivningarna runt Nova Kasaba är en mosaik av jordbruksmark och naturlig växtlighet. Runt Nova Kasaba är det ganska tätbefolkat, med 67 invånare per kvadratkilometer.